# Kluszkowce
Kluszkowce es una localidad del sudeste de Polonia perteneciente al Voivodato de Pequeña Polonia (Województwo małopolskie); se encuentra situada unos 100 km al suroeste de Cracovia.